# Oligonychus mimosae
Oligonychus mimosae är en spindeldjursart som beskrevs av Baker och Pritchard 1962. Oligonychus mimosae ingår i släktet Oligonychus och familjen Tetranychidae. Inga underarter finns listade i Catalogue of Life.